# Confection d'hyacinthe
La confection d'hyacinthe (confectio de hyacintho) était une confection, c'est-à-dire un remède de la famille des électuaires, dont le premier ingrédient était le minéral hyacinthe. Elle appartenait par exemple à la pharmacopée maritime occidentale, au XVIIIe siècle.
Selon l'ouvrage d'un Maistral (référencé en bas de page), elle était composée des ingrédients suivants :
- de l'(a) hyacinthe préparée, pour 1/2 once ;
- des yeux d'écrevisse  (pr 3 onces) ;
- des feuilles de dictame de Crète (3 gros) ;
- feuilles de santal citrin (3 gros) ;
- du safran pulvérisé (1/2 once) ;
- du miel de Narbonne (une once par livre) ;
- de la terre sigillée (3 onces) ;
- de la cannelle (une once) ;
- de la myrrhe choisie (3 gros) ;
- du sirop de limon (1 once).

Maistral précise : « Cette confection passe pour être un bon vermifuge. Mais eu égard aux absorbants et autres cordiaux qui y entrent, on la croit particulièrement propre pour arrêter le vomissement et les cours de ventre, pour rétablir les estomacs languissants, les forces affaiblies par la longueur des maladies et pour remédier aux défaillances et aux syncopes. » 